# Stephanie Rice
Stephanie Rice (Brisbane, 1988. június 17. –) ausztrál olimpiai bajnok úszónő, a 200 méteres és a 400 méteres vegyesúszás világcsúcstartója, valamint modellkedik is.

## Pályafutása
A 2006-os Nemzetközösségi Játékokon meglepetésre megnyerte a vegyesúszást 200 és 400 méteren is. A 2007-es világbajnokságon mindkét vegyesúszásban megúszta élete legjobb idejét, amivel az ausztrál csúcsot is megdöntötte, azonban ez akkor csak a bronzéremhez volt elég. A 2008-as olimpiai kvalifikáció során világcsúcsot úszott 400 méter vegyesen Katie Hoff idejét megjavítva. Ugyancsak a kvalifikáció során a több mint 10 éve álló 200 méter vegyesúszás világcsúcsát is megjavította.
A pekingi olimpián 2008-ban megszerezte élete első olimpiai aranyérmét, 400 méteres vegyesúszásban állhatott a dobogó tetejére újabb világrekordot úszva. Ez a győzelem volt a 2008-as olimpia első Ausztrál aranyérme. Három nappal később megszerezte második aranyérmét, 200 méteres vegyesúszásban, szintén világrekorddal.

## Rekordok
| Világcsúcsok (2) | Világcsúcsok (2) | Világcsúcsok (2)    | Világcsúcsok (2) |
| ---------------- | ---------------- | ------------------- | ---------------- |
| 200 m vegyes     | 2:08,34          | 2008. augusztus 13. | Peking           |
| 400 m vegyes     | 4:29,45          | 2008. augusztus 10. | Peking           |